# Hiver en Norvège
Hiver en Norvège est un tableau de Frits Thaulow réalisé en 1886. Il est exposé au Musée d'Orsay. 

## Contexte
Frits Thaulow est né en Norvège en 1847 et devient dans les années 1880 un des chefs de file du courant naturaliste dans la peinture européenne.
Sa représentation d'un paysage de neige dans Hiver en Norvège, qui met en valeur un mode de vie en harmonie avec l'environnement,  est considérée comme un exemple de ce courant.

## Parcours de l'œuvre
Lors de l'Exposition universelle de 1889 à Paris, Thaulow est membre du jury international et noue de précieux contacts. L'État français acquiert le tableau en cette même année, et le fait figurer dans les collections de plusieurs musées nationaux avant de l'affecter au Musée d'Orsay.
Il paraît dans trois expositions en Suisse et en France depuis 2005.